# HMS Warrior (1861)
HMS Warrior (His Majesty's Ship Warrior of Krijger) was het eerste pantserschip van de Royal Navy, een oorlogsschip met een ijzeren romp. Het werd gebouwd als antwoord op de bouw van het Franse fregat La Gloire dat een jaar eerder in de vaart werd genomen. La Gloire had een houten romp met daarop 12 centimeter dikke ijzeren platen bevestigd.
Het schip was volledig afgewerkt in 1861 en was toen veruit het grootste, snelste, best bewapende en gepantserde schip ter wereld en bijna tweemaal zo groot als haar Franse tegenhanger. Het zorgde voor twintig jaar Brits overwicht op de zeeën zonder ooit een schot te lossen.
Hoewel bij de bouw geen nieuwe technieken werden toegepast, was het het eerste schip dat een stoommachine, een propeller, een ijzeren romp, pantser van 11,5 cm dik en spiraalgegroefde achterladers combineerde op een ongeziene schaal. De bouw startte internationale competitie tussen vuurkracht en pantser die pas eindigde tijdens de Tweede Wereldoorlog toen vliegtuigen en hun slagkracht slagschepen overbodig maakten. Het is een voorbeeld van de geleidelijke overgang van houten naar ijzeren schepen en van windkracht naar stoomkracht. HMS Warrior werd in 1883 uit de vaart genomen.

## Ontwerp en constructie
Het nieuws van het in alle geheimhouding ontworpen Franse schip La Gloire bereikte de Britse admiraliteit in mei 1858. De nauwe samenwerking tussen Frankrijk en Engeland nam een einde kort na de Krimoorlog en de constructie van de La Gloire en haar zusterschepen werd voor de Britten geheim gehouden. Toen de Britten zich realiseerden dat de Fransen qua stoomschepen op gelijke voet stonden en ze met pantserschepen voorsprong namen zagen ze zich verplicht te reageren.

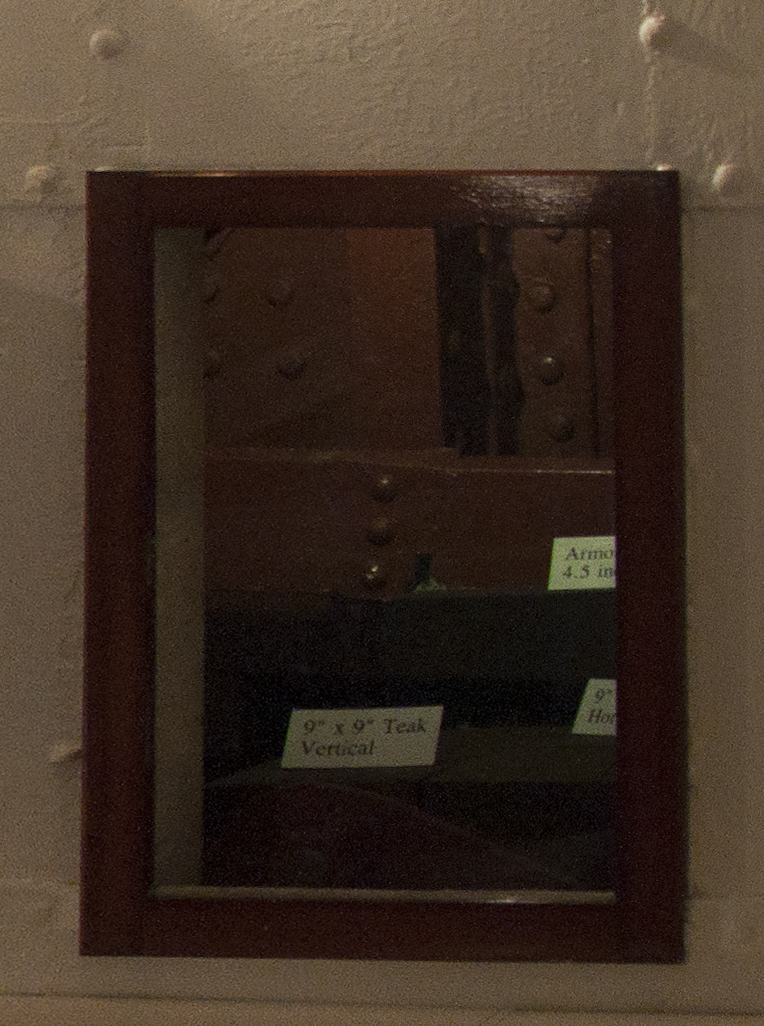
Gezicht op het pantser via een luik in de romp

De Britse ontwerpers wisten dat houten schepen hun maximale grootte hadden bereikt en kozen resoluut voor een schip met een ijzeren romp. De Fransen hadden met hun La Gloire niet voor deze optie gekozen omdat de ijzergieterijen niet aan de vraag konden voldoen. Zij kozen voor een houten schip met een ijzeren omhulsel. Hierdoor ontstonden er problemen met de houten romp die haar vochtigheid niet voldoende kon ventileren waardoor La Gloire op relatief korte tijd werd afgedankt wegens verrotting. Een ijzeren schip kon veel sneller worden gebouwd en de Engelsen omzeilden ook het probleem van hun gebrek aan voldoende droog hout.
Het schip was niet over zijn gehele lengte gepantserd. Enkel het centrale deel - niet de voor- en achtersteven - kreeg een pantser van 11,4 cm dik smeedijzer. Deze citadel is 64,9 m lang en 6,7 m hoog waarbij het pantser is bevestigd op een 45,6 cm dikke laag teakhout en met bouten bevestigd op de ijzeren romp aan de binnenzijde. Het hout dempte de trillingen die optraden bij impact. Ook de wanden tussen de citadel en de voor- en achtersteven maken deel uit van de citadel een volledig afgesloten geheel vormt dat enkel toegankelijk is via gepantserde deuren. In die dagen was er geen enkel scheepsgeschut dat haar pantser kon doorboren, ook niet vanaf korte afstand.
Op de dag dat ze te water werd gelaten vroor ze vast op de scheepshelling. Zes sleepboten konden HMS Warrior lostrekken.

### Bovendek

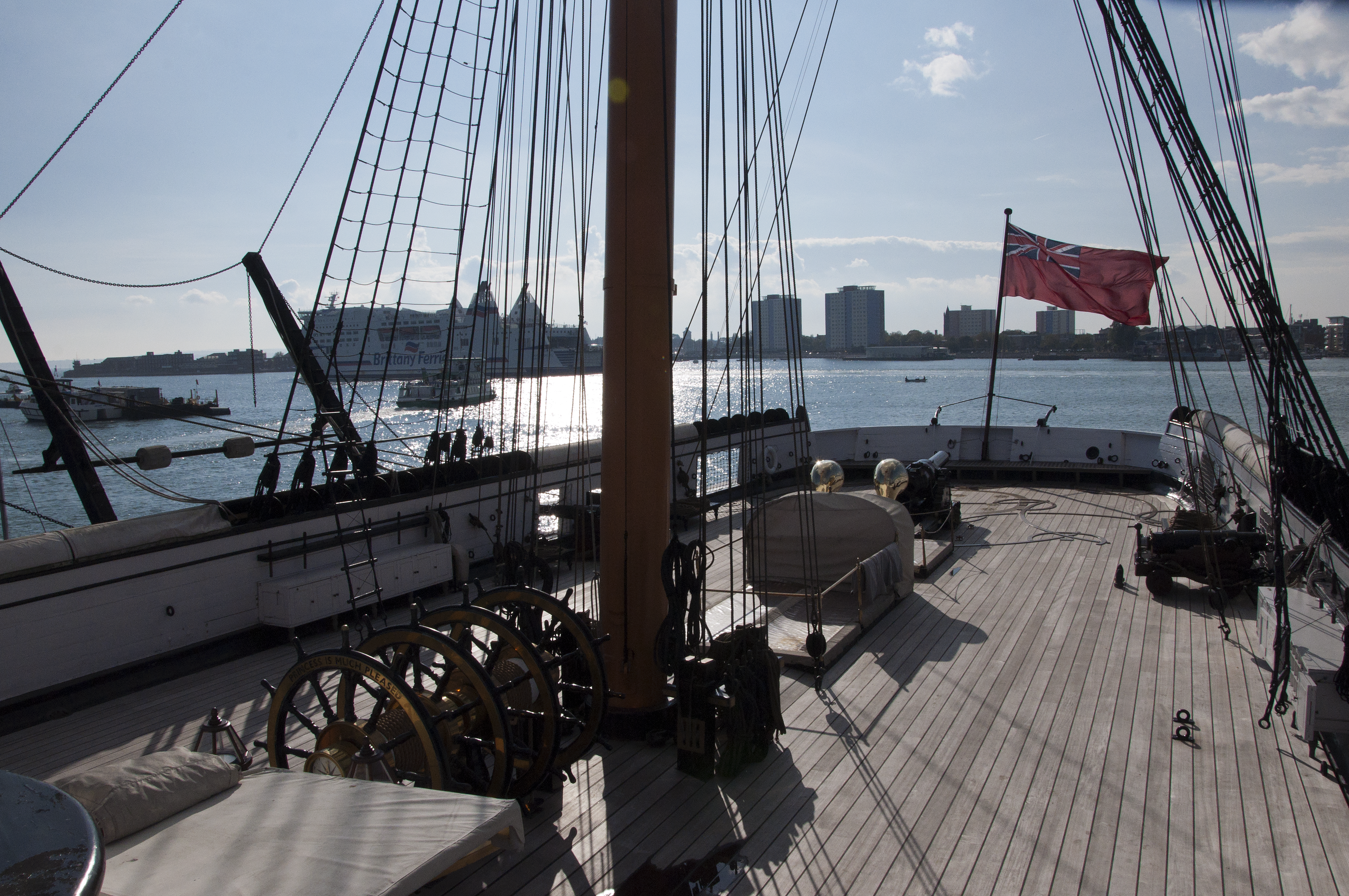
De achterzijde van het bovendek met de stern chaser en de stuurwielen

Tijdens lange reizen nam men schapen, kippen en eenden mee. Als het schip op windkracht voer, kon de 26 ton zware scheepsschroef door 400 matrozen met een kaapstander op het achterdek worden opgehesen om snelheid te winnen. Bij normale weersomstandigheden werd het schip vanaf hier met een vierdubbel stuurwiel op koers gehouden. Een extra kanon op de achtersteven, de stern chaser, kon via beplating op de vloer naar verschillende posities worden verschoven om achtervolgende schepen te kunnen beschieten.

### Geschutsdek

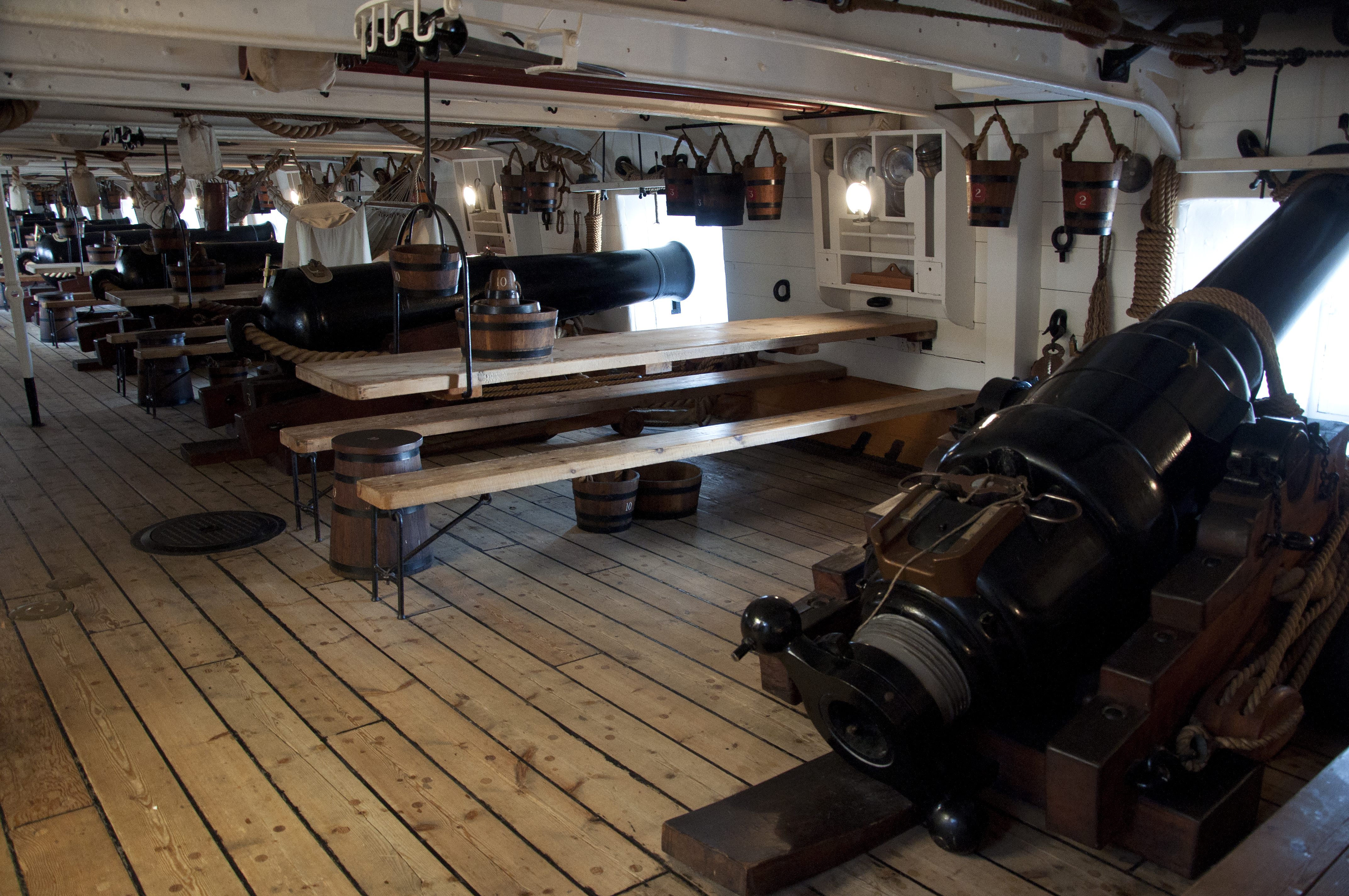
Het geschutsdek met een achterlader op de voorgrond en voorladers

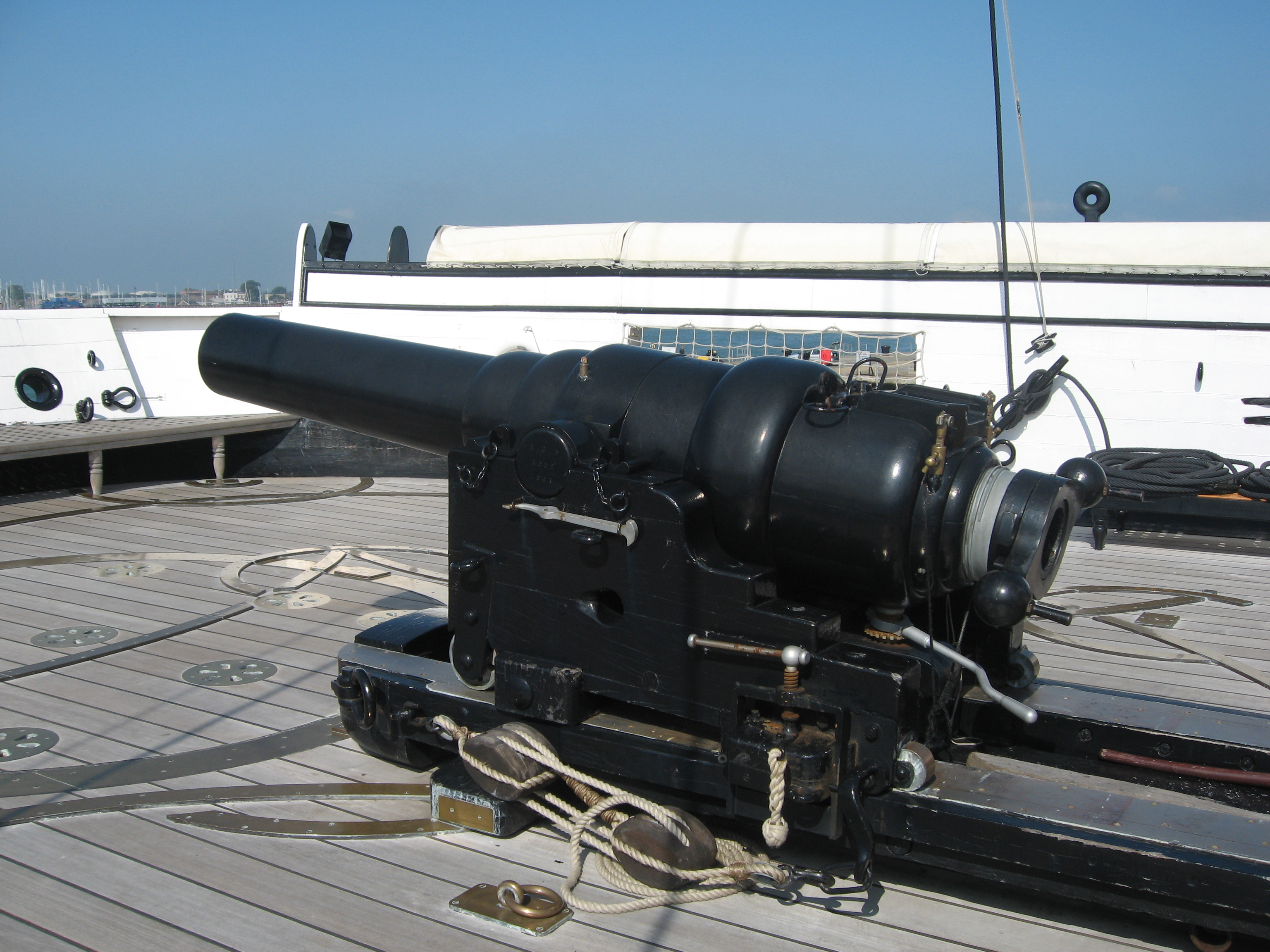
Replica 7inch achterlader op HMS Warrior

Vier ankers, 5,6 ton zwaar, konden door 176 matrozen met een kaapstander worden opgehesen. Ze hadden hier vier tot vijf uur voor nodig. Ze waren de zwaarste in de maritieme geschiedenis die door mankracht werden opgehaald. Tussen voor- en achtersteven bevindt zich hier de citadel met de hoofdbewapening en centraal de kombuis. Zesendertig bakken voor 650 manschappen waren tussen de kanonnen geplaatst. Ongeveer 18 man waren ingedeeld bij iedere bak, waar zij aten, sliepen en hun vrije tijd doorbrachten.

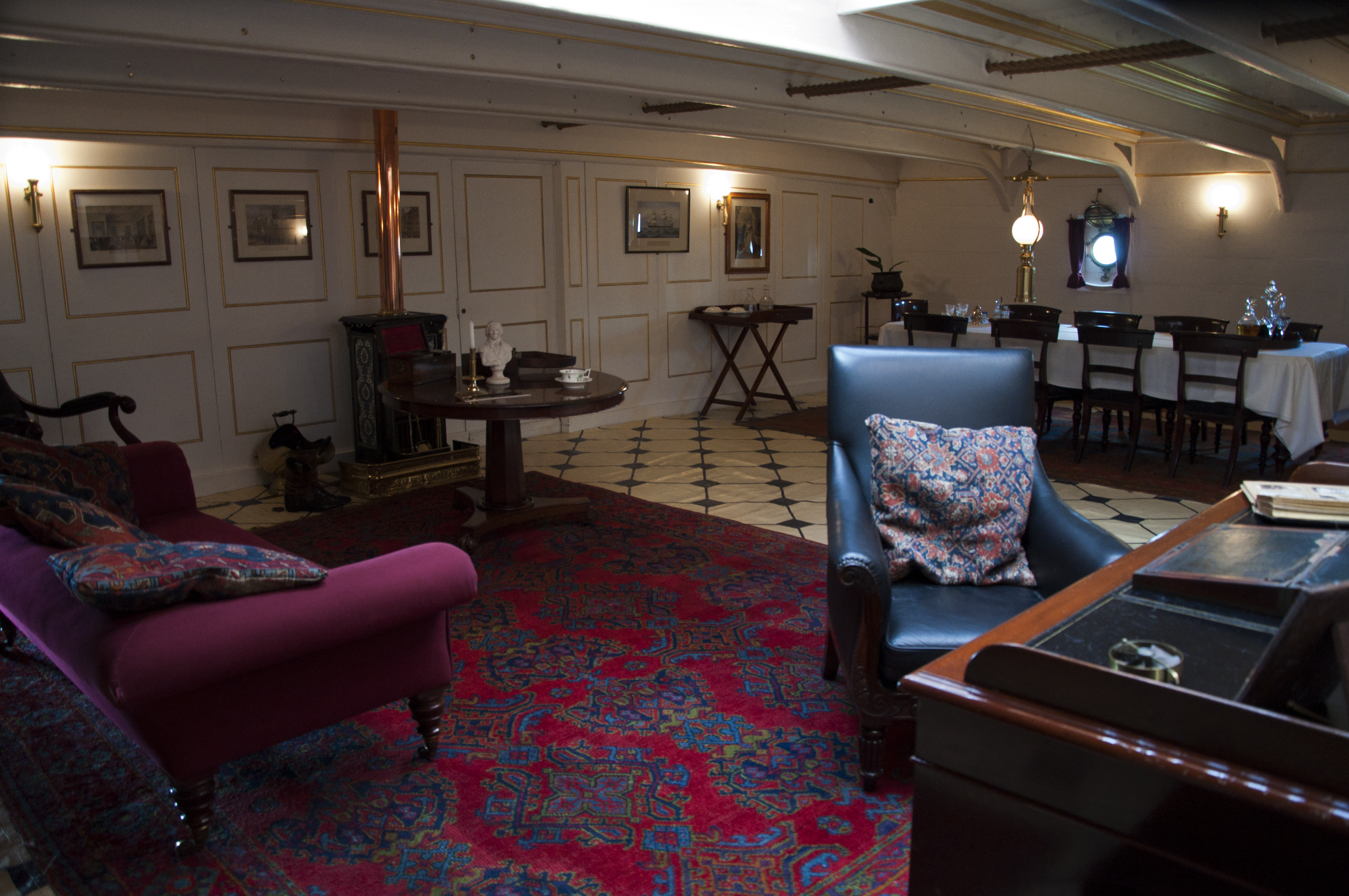
Het gerestaureerde kapiteinsvertrek

Achteraan in de citadel is ook een vierdelig stuurwiel voorzien om het schip bij slechte weersomstandigheden te besturen. Achter de citadel verbleef de kapitein in zijn kwartier, de captains cabin. Hutten links en rechts hiervan waren de onderkomens van de master (verantwoordelijk voor navigatie en de zeilen) en van de commander, de nummer twee aan boord, verantwoordelijk voor het onderhoud en de gevechtskracht van HMS Warrior. Hier waren 4 extra kanonnen opgesteld.

### Lager dek
Op het laagste dek vonden de andere officieren hun onderkomen in wat de wardroom werd genoemd. De kapitein mocht deze vertrekken maar betreden na uitnodiging. Het aantal uitnodigingen was een maat voor zijn populariteit. Hier waren ook een aantal cellen voorzien voor gestrafte matrozen. Straf kon volgen na slapen tijdens de wacht, afwezigheid en andere vergrijpen tegen tuchtregels. Tijdens hun straftijd moesten ze touwpluizen - oude touwen rafelen om planken te breeuwen. Tijdens de eerste officiële opdracht van de HMS Warrior werden twee mannen veroordeeld tot zweepslagen wegens diefstal. Matrozen jonger dan 18 werden gestraft met stokslagen.

### Ruim
De stokers aan boord van HMS Warrior verdienden 25% meer dan de andere matrozen omwille van hun werkomstandigheden. Temperaturen van meer dan 50° Celsius waren meer regel dan uitzondering. De stoomketels hadden ieder vier ovens. De stoommachine had twee cilinders en kon een vermogen van 5469 pk ontwikkelen bij 55 toeren per minuut.

## Algemene gegevens
- totale lengte: 127,4 m
- diepgang: 7,9 m
- waterverplaatsing: 9358 ton
- oorspronkelijke bewapening: 26 frontladers van 30,8 kg en 4 spiraalgegroefde achterladers van 18,1 kg
- snelheid: onder stoom 14,3 knopen, onder zeil 13 knopen, beide 17,5 knopen
- zeiloppervlak: 3500 m²

## HMS Warriornu
Nu is HMS Warrior een museumschip. Het ligt in de haven van Portsmouth, vlak bij de HMS Victory. In 1979 werd het schip naar de haven van Hartlepool gesleept en gerestaureerd. Die kostte ruim £ 8 miljoen en was de tot dan toe duurste en moeilijkste uit de geschiedenis.

## Naslagwerken
- (en)  Warrior to Dreadnought: Warship Development 1860–1905. Auteur: David K. Brown. Uitgeverij: Caxton Editions, London, 2003. ISBN 1-84067-529-2
- (en)  HMS Warrior 1860: Victoria's Ironclad Deterrent. Auteur: Andrew Lambert. Uitgeverij: Naval Institute Press, Annapolis, Maryland, 2010. ISBN 978-1-59114-382-6